# شریف‌آباد (ملک‌آباد)
شریف‌آباد روستایی در دهستان ملک‌آباد بخش گلستان شهرستان سیرجان استان کرمان ایران است.

## جمعیت
بر پایه سرشماری عمومی نفوس و مسکن در سال ۱۳۹۵ جمعیت این مکان ۱۰ نفر (۴خانوار) بوده‌است.